# Claudia Sagastizábal
Claudia Alejandra Sagastizábal es una licenciada en matemática aplicada conocida por sus investigaciones en optimización convexa y manejo de energía, y por su coautoría del libro Optimización Numérica: Aspectos Teóricos y Prácticos. Es investigadora de la Universidad de Campinas en Brasil. Desde 2015 es editora en jefe de la revista Set-Valued and Variational Analysis.

## Educación y carrera
Sagastizábal obtuvo una licenciatura en la Facultad de Matemáticas, Astronomía y Física de la Universidad Nacional de Córdoba en Argentina en 1984. Completó un Ph.D. en 1993 en la Universidad Pantheon-Sorbonne en Francia ; su disertación, Quelques methodes numeriques d'optimization: Application en gestion de stocks (Algunos metodos de optimizacion numerica: aplicacion en la gestion de inventarios), fue supervisada por Claude Lemaréchal.
Mientras estuvo en Francia, trabajó con Électricité de France en problemas de optimización relacionados con la generación de electricidad, un tema que ha continuado en su investigación desde entonces. Se mudó a Brasil en 1997. Antes de incorporarse a la Universidad de Campinas en 2017, también estuvo afiliada al Instituto Nacional de Matemática Pura e Aplicada y al Instituto Francés de Investigación en Informática y Automatización, entre otras instituciones.

## Reconocimiento
Sagastizábal fue ponente invitada en el 8º Congreso Internacional de Matemática Industrial y Aplicada en 2015. También fue ponente invitada sobre teoría de control y optimización matemática en el Congreso Internacional de Matemáticos 2018.